# Die Prinzessin auf der Erbse (1953)
Die Prinzessin auf der Erbse ist ein deutscher Märchenfilm von Alf Zengerling aus dem Jahr 1953 nach dem gleichnamigen Märchen von Hans Christian Andersen.

## Handlung
Prinz Fridolin aus dem Königreich Immerfroh suchte in der ganzen Welt nach einer Prinzessin die ihm gefällt, fand aber keine, da er an allen etwas auszusetzen hatte. Da klopft in einer regnerischen Nacht eine hübsche Prinzessin an das Schlosstor und bittet um Unterschlupf. Durchnässt wie sie ist, glaubt ihr der Hofstaat nicht so recht, dass sie eine Prinzessin sei. Also ersinnt die Oberhofmeisterin eine List, um herauszufinden, ob es sich bei dem Mädchen tatsächlich um eine Prinzessin handelt oder nicht: Es werden alle Decken, Kissen und Matratzen die im Schloss zu finden sind geholt und auf ein Bett gestapelt. Darunter wird eine Erbse platziert. Als sich die Prinzessin am nächsten Morgen darüber beschwert auf etwas Hartem gelegen zu haben, ist der Beweis für ihre Herkunft erbracht. Denn so empfindlich kann nur eine wirkliche Prinzessin sein. Sie willigt ein Prinz Fridolin zum Mann zu nehmen und eine Heirat wird in die Wege geleitet.

## Produktionsnotizen
Die Prinzessin auf der Erbse wurde in einem Atelier in Berlin gedreht, wo auch die Außenaufnahmen entstanden. Die Uraufführung erfolgte am 11. Oktober 1953 in Berlin-West. Der Film wurde in der Regel als Hauptfilm mit Beiprogramm in Matineen und Sonderveranstaltungen und nur ganz vereinzelt im Hauptprogramm der Filmtheater gezeigt.